# غرازيانو روسي
غرازيانو روسي (بالإيطالية: Graziano Rossi)‏ هو متسابق دراجات نارية إيطالي سابق. نافس في سباقات بطولة العالم لفئة 500 سي سي ولفئة 250 سي سي ولفئة 50 سي سي.

## روابط خارجية
- غرازيانو روسي على موقع eWRC-results.com (الإنجليزية)
- غرازيانو روسي على موقع MotoGP.com (الإنجليزية)